# Rana (Noruega)
Rana és un municipi situat al comtat de Nordland, Noruega. Té 25,499 habitants i té una superfície de 4,460.75 km². El centre administratiu del municipi és la ciutat de Mo i Rana.